# Адріан Гет
Адріан Гет (англ. Adrian Heath, нар. 11 січня 1961, Нькасл-андер-Лайм) — англійський футболіст, що грав на позиції півзахисника. По завершенні ігрової кар'єри — тренер. Найбільш відомий за виступами у складі клубу «Евертон», у складі якого став дворазовим чемпіоном Англії, володарем Кубка Англії з футболу, чотириразовим володарем Суперкубка Англії, та володарем Кубка Кубків УЄФА, а також за клуб «Манчестер Сіті», грав також у складі молодіжної збірної Англії.

## Клубна кар'єра
Адріан Гет народився у 1961 році в місті Ньюкасл-андер-Лайм. У професійному футболі дебютував 1979 року виступами за команду «Сток Сіті», в якій грав до 1982 року, взявши участь у 95 матчах чемпіонату.
З 1982 року Гет грав у складі клубу «Евертон», який на той час був одним із найсильніших клубів країни. У складі клубу з Ліверпуля грав до 1988 року, та майже весь час, проведений у складі «Евертона», був основним гравцем команди. За цей час він двічі виборював титул чемпіона Англії, ставав володарем Кубка Англії з футболу, чотири рази став володарем Суперкубка Англії з футболу, а у 1985 році став володарем Кубка Кубків УЄФА.
У 1988 році Гет став гравцем іспанського клубу «Еспаньйол», а з 1989—1990 роках грав у складі англійського клубу «Астон Вілла». У 1990 році футболіст уклав контракт з клубом «Манчестер Сіті», у складі якого провів наступні два роки своєї кар'єри гравця, у складі «Манчестер Сіті» також переважно виходив на поле в основному складі команди. У 1992 році футболіст знову став гравцем клубу «Сток Сіті», проте за короткий час перейшов до клубу «Бернлі», в якому грав до 1995 року. У 1995—1996 роках Гет грав у складі клубу «Шеффілд Юнайтед», проте зіграв у його складі лише 4 матчі, та у 1996 році повернувся до «Бернлі», у складі якого завершив виступи на футбольних полях у 1997 року.

## Виступи за збірну
Протягом 1981—1983 років Адріан Гет залучався до складу молодіжної збірної Англії. На молодіжному рівні зіграв у 8 офіційних матчах, забив 3 голи.

## Кар'єра тренера
Адріан Гет розпочав тренерську кар'єру, ще продовжуючи грати на полі, у 1996 році, ставши граючим головним тренером клубу «Бернлі», в якому працював до 1997 року. У 1999 році Гет працював головним тренером команди «Шеффілд Юнайтед». У 2003 році він працював помічником головного тренера клубу «Лідс Юнайтед». У 2004 році Гет увійшов до тренерського штабу клубу «Ковентрі Сіті», й у 2005 році на короткий час став виконуючим обов'язки головного тренера клубу, а потім продовжив роботу асистентом головного тренера клубу до 2007 року, та в цьому ж році знову виконував обов'язки головного тренера клубу.
У 2008 році Адріан Гет очолив команду USL «Остін Ацтекс», у якій працював до кінця 2010 року. На початку 2011 року тренер очолив команду United Soccer League «Орландо Сіті», яка з 2015 року розпочала виступи в MLS. У клубі з Флориди Гет працював до кінця 2016 року. З 2017 до 2023 року Адріан Гет очолював інший клуб MLS «Міннесота Юнайтед».

## Титули і досягнення
- Чемпіон Англії (2):

«Евертон»: 1984–1985, 1986–1987
- Володар Кубка Англії з футболу (1):

«Евертон»: 1983–1984
- Володар Суперкубка Англії з футболу (4):

«Евертон»: 1984, 1985, 1986, 1987
- Володар Кубка Кубків УЄФА (1):

«Евертон»: 1984–1985